# Солнечное затмение 9 марта 1997 года
Солнечное затмение 9 марта 1997 года — полное солнечное затмение 120 сароса c максимальной фазой 1,042. Полную фазу затмения можно было наблюдать на территории России (Алтай, Бурятия, Читинская область и Республика Саха), Монголии и небольшой части Китая. Частично затмение было видно также и в Казахстане, Японии, Корее, а также северной части Северной Америки.
Это солнечное затмение представляет собой повторение через сарос полного солнечного затмения 16 февраля 1979 года. Следующее затмение данного сароса произошло 20 марта 2015 года.

## Обстоятельства видимости затмения
Основные населённые пункты, где можно было наблюдать полное затмение:
| Населённый пункт | Время UTC | Η     | Длительность |
| Улаангом         | 00:45:17  | 3,3°  | 1 м 41 с     |
| Тосонцэнгэл      | 00:45:08  | 7,5°  | 2 м 9 с      |
| Мурэн            | 00:47:28  | 8,8°  | 2 м 11 с     |
| Эрдэнэт          | 00:48:20  | 11,6° | 2 м 16 с     |
| Дархан           | 00:50:07  | 12,8° | 2 м 24 с     |
| Закаменск        | 00:50:15  | 10,9° | 1 м 53 с     |
| Гусиноозёрск     | 00:53:39  | 12,9° | 1 м 8 с      |
| Чита             | 00:59:40  | 17,2° | 2 м 14 с     |
| Борзя            | 00:59:17  | 19,6° | 1 м 19 с     |
| Шилка            | 01:01:21  | 18,8° | 2 м 40 с     |
| Нерчинск         | 01:02:00  | 19,1° | 2 м 41 с     |
| Тында            | 01:14:20  | 22,1° | 2 м 48 с     |
| Нерюнгри         | 01:16:35  | 21,1° | 1 м 40 с     |
| Усть-Нера        | 01:42:28  | 20,1° | 2 м 43 с     |